# Ліщинська волость
Ліщинська волость — адміністративно-територіальна одиниця Житомирського повіту Волинської губернії з центром у селі Тулин.
Станом на 1885 рік складалася з 8 поселень, 12 сільських громад. Населення — 6888 осіб (3397 чоловічої статі та 3491 — жіночої), 680 дворових господарств.
|                     | Площа, десятин | У тому числі орної, десятин |
| ------------------- | -------------- | --------------------------- |
| Сільських громад    | 5742           | 5385                        |
| Приватної власності | 12469          | 4503                        |
| Казенної власності  | 225            | 1                           |
| Іншої власності     | 599            | 436                         |
| Загалом             | 19035          | 9190                        |

Основні поселення волості:
- Тулин — колишнє власницьке село при річці Гуйва за 18½ верст від повітового міста, 1065 осіб, 157 дворів, православна церква, каплиця, школа, 2 постоялих будинки, 6 лавок, 2 водяних млини. За 5 верст — цегельний завод з лікарнею. За 8 верст — 2 смоляних заводи. За 15 верст — село чиншеве Смолянка з постоялим будинком, 2 млинами, смоляним заводом.
- Іванків — колишнє власницьке село при річці Гуйві, 1173 особи, 124 двори, православна церква, костел, каплиця, школа, постоялий будинок, 5 лавок, бурякоцукровий завод.
- Ліщин — колишнє власницьке містечко при річці Гуйві, 901 особа, 101 двір, православна церква, каплиця, костел, католицька каплиця, єврейський молитовний будинок, 4 постоялих будинки, 7 лавок.
- Лука — колишнє власницьке село при річці Гуйві, 479 осіб, 54 двори, православна церква, постоялий будинок.
- Млинище — колишнє власницьке село при річці Случ, 468 осіб, 59 дворів, православна церква, постоялий будинок, 2 водяних млини.
- Кириївка — колишнє власницьке село, 453 особи, 68 дворів, православна церква, 2 вітряних млини.
- Малий Браталів — колишнє власницьке село, 782 особи, 124 двори, православна церква.
- Пединки — колишнє власницьке село при річці Случ, 899 осіб, 107 дворів, православна церква, школа, постоялий будинок, водяний млин.
- Семенівка — колишнє власницьке село, 650 осіб, 65 дворів, православна церква, 4 вітряних млини.